# Аритметично-геометрично средно
Аритметично-геометричното средно е математическа функция на два положителни реални аргумента, чиито стойности са между стойностите на аргументите.
Аритметично-геометричното средно на числата x и y е равно на общата граница на две взаимнозависими редици (an) и (gn), дефинирани по следния начин:
{\displaystyle {\begin{aligned}a_{0}&=x,\\g_{0}&=y,\\a_{n+1}&={\tfrac {1}{2}}(a_{n}+g_{n}),\\g_{n+1}&={\sqrt {a_{n}g_{n}}}\,.\end{aligned}}}
Всеки елемент на редиците след първия е равен съответно на аритметичното и геометричното средно на предходните елементи в двете редици.
Използвана за пръв път от италианско-френския математик Жозеф-Луи Лагранж, функцията се използва в бързи алторитми за изчисляване на показателни и тригонометрични функции или на константи като π.